# Elvis Presley (musikalbum)
Elvis Presley (i Storbritannien Rock 'n' Roll) är den amerikanske sångaren och musikern Elvis Presleys självbetitlade debutalbum, utgivet av RCA Victor i mono (LPM 1254) den 23 mars 1956. Fem av låtarna spelades in i Sun Studio innan RCA köpte Elvis kontrakt från Sun Records. Dessa inspelningar gjordes mellan juli 1954 och juli 1955. De övriga sju låtarna på albumet spelades in för RCA i Nashville den 10–11 januari 1956 och i New York den 30–31 januari 1956. 
RCA-producenten Steve Sholes, som ansvarade för Elvis övergång till bolaget, såg albumet som en möjlighet att fullt ut dra nytta av både Elvis nationella tv-exponering och framgången med den nyligen släppta singeln, "Heartbreak Hotel". Genom att kombinera nytt inspelat material med utvalda Sun-inspelningar kunde han sammanställa ett album som både etablerade Elvis för en bredare publik och drog nytta av hans växande popularitet. Albumet toppade Billboard Top Pop Albums-listan i USA i tio veckor och den konkurrerande Cashbox-listan i åtta veckor. Det blev det första rock'n'roll-albumet att toppa listorna i USA. Även i Storbritannien nådde albumet Rock 'n' Roll (med en delvis annan låtuppsättning) förstaplatsen.
Med en initial försäljning på 300 000 exemplar blev det RCA:s dittills mest sålda popalbum och även det första att inbringa en miljon dollar i intäkter. Det certifierades först guld och senare platina av Recording Industry Association of America (RIAA) för en försäljning på en miljon exemplar i USA.
År 2003 rankade magasinet Rolling Stone albumet som nummer 56 på listan The 500 Greatest Albums of All Time. Skivomslaget, med namnet Elvis Presley skrivet i rosa och grönt, har inspirerat flera senare skivomslag, däribland London Calling, The Clashs dubbel-LP från 1979.

## Bakgrund

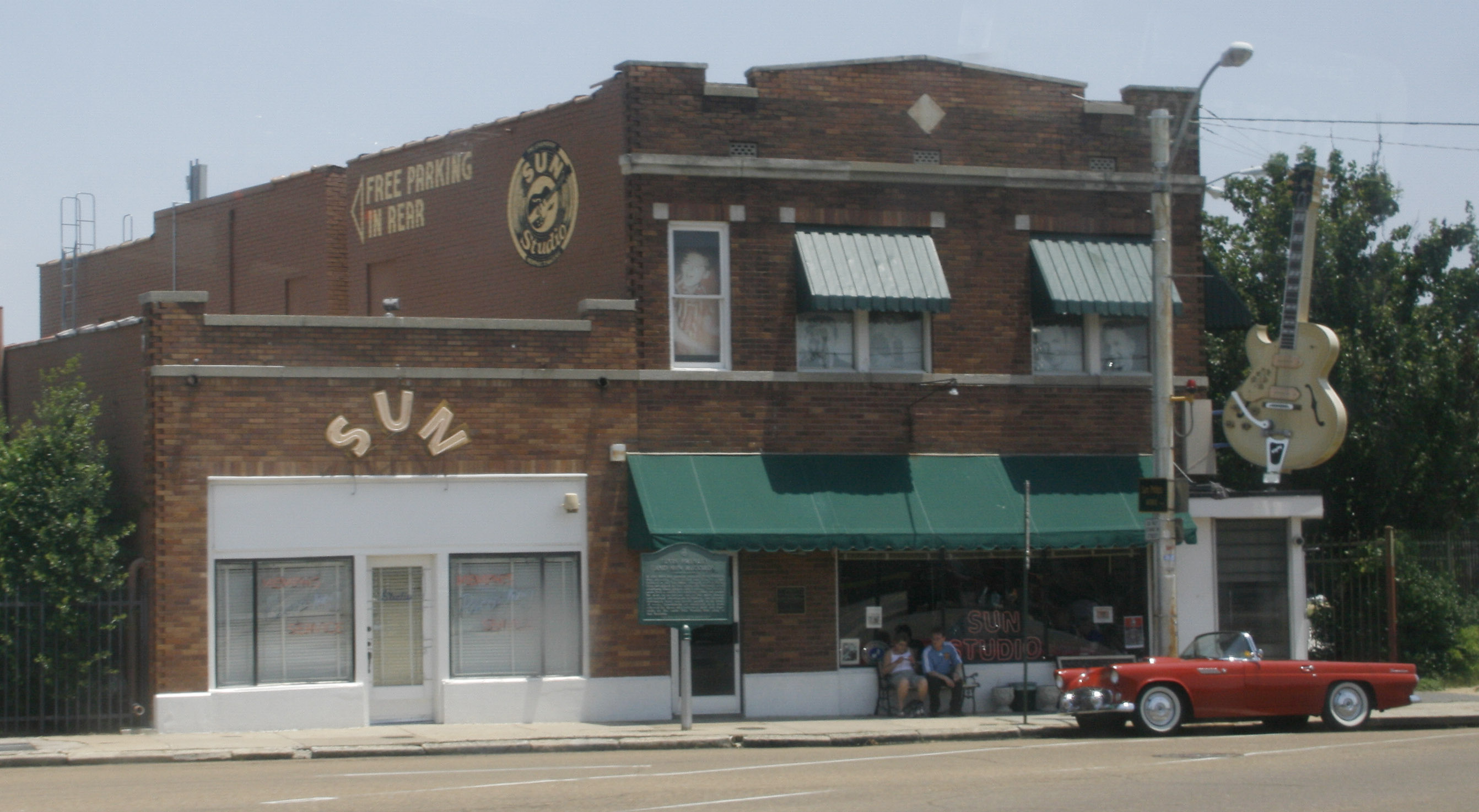
Sun Studio i Memphis, Tennessee, där Elvis Presley gjorde sina första inspelningar.

Den 21 november 1955 skrev skivbolaget RCA Victor kontrakt med Sam Phillips, ägare till det oberoende skivbolaget Sun Records i Memphis, Tennessee, om att köpa kontraktet till Elvis Presley för sammanlagt 40 000 dollar. Elvis kom därefter att fortsätta sin musikkarriär på det nya bolaget under överinseende av sin nya manager, Tom Parker. Gitarristen Scotty Moore och basisten Bill Black hade varit med Elvis redan från starten. I köpet ingick också alla inspelningar som Elvis Presley hade gjort på Sun Records från sin första inspelning i juli 1954. Steve Sholes, som var ansvarig för Elvis övergång till RCA, ville förhindra att Sun skulle kunna dra nytta av RCA:s framtida framgångar med nya Elvis-singlar. Samtidigt antog han att det bland de inspelningar som Phillips hade ratat skulle finnas låtar som kunde fungera bra som albumspår.

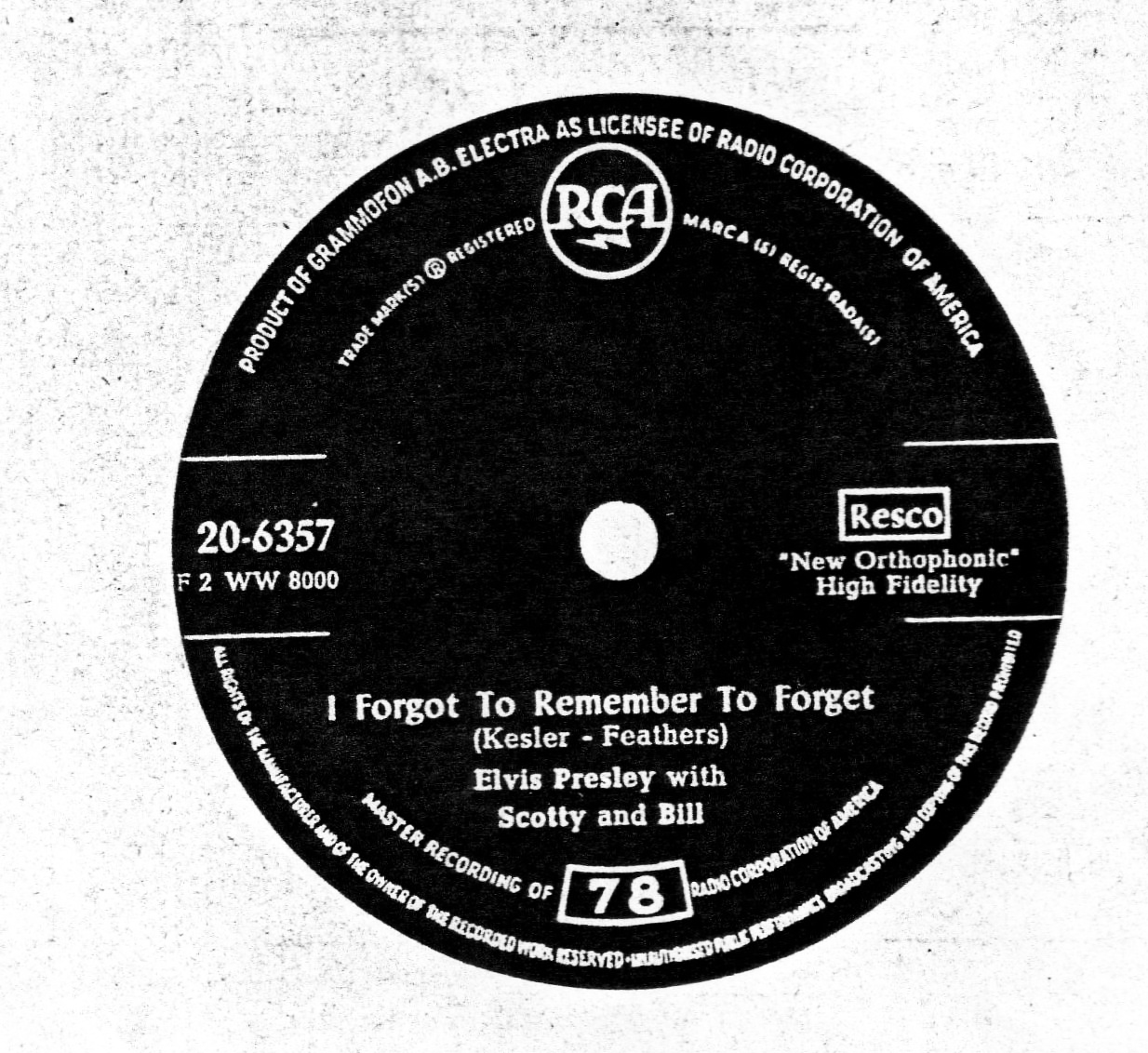
Stenkaka med Elvis Presleys "I Forgot to Remember to Forget. Denna nyutgåva på RCA nådde förstaplatsen på country & western-listan.

Den 2 december 1955, nästan omedelbart efter övergången, återutgav RCA Elvis senaste Sun-singel, "I Forgot to Remember to Forget" och "Mystery Train", medan den fortfarande låg högt på den nationella country & western-listan. RCA:s nyutgåva blev Elvis första listetta när den nådde förstaplatsen på countrylistan. Den 20:e december återutgav man övriga fyra Sun-singlar. Den 10–11 januari 1956 gjorde Elvis sina första inspelningar för RCA i studion på McGavock Street i Nashville, där han även spelade in sin första singel, "Heartbreak Hotel". Tom Parker arbetade med att lansera sin klient och bokade in honom för live- och tv-framträdanden. Elvis uppträdde i en ny stad varje kväll under vardagarna mellan tv-framträdandena på lördagskvällarna.
Steve Sholes på RCA, som också fungerade som Elvis producent, var osäker på både tidpunkten och valet av material för nya inspelningar. Han ansåg därför att han behövde hushålla med det material man hade spelat in. Men han pressade på Parker för att få Elvis tillbaka i studion för att spela in den uppföljande singeln, samt fler låtar till det kommande debutalbumet. Denna andra inspelningssession kom att hållas i anslutning till Elvis första framträdande i nationell tv i New York i månadsskiftet januari–februari 1956. Fastän Steve Sholes hade ytterligare fyra RCA-inspelningar tillgängliga för utgivning, bestämde han sig för att i detta första album också inkludera fem outgivna Sun-inspelningar som han ansåg vara bra nog för att ge ut. Dessa fem kombinerades med sju RCA-inspelade låtar och resulterade i det album om sammanlagt tolv låtar som fick titeln Elvis Presley.

## Komposition, stil och texter

### Sun Records-sessionerna

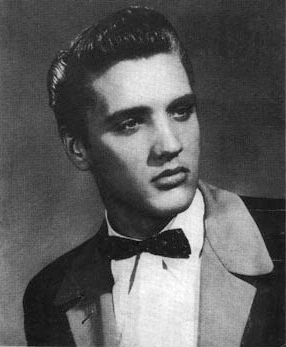
"Elvis Presley, Suns egen inspelningsartist". Reklamfoto från 1954."

"I Love You Because", Leon Paynes countryhit, spelades in i Sun Studio i Memphis under Elvis Presleys första professionella inspelningssession den 5 juli 1954. I studion medverkade Scotty Moore på gitarr och Bill Black på ståbas, vilka Suns ägare, Sam Phillips, hade sammanfört med Elvis för att utforska om de kunde samarbeta och skapa något att spela in. Sessionen inleddes med att man prövade ett antal låtar som Elvis kände till, och Phillips, som både producerade och skötte ljudtekniken, spelade in två av dessa: "Harbor Lights" och "I Love You Because". Resultatet var dock inget som stack ut eller kändes särskilt originellt. Vid ett tillfälle tog Elvis upp sin gitarr och började spontant spela Arthur Crudups "That's All Right, Mama". Bill Black och Scotty Moore hakade på, och Phillips insåg nästan genast att de hade något speciellt. "That's All Right" kom, tillsammans med den två dagar senare inspelade "Blue Moon of Kentucky", att bli Elvis första singel.

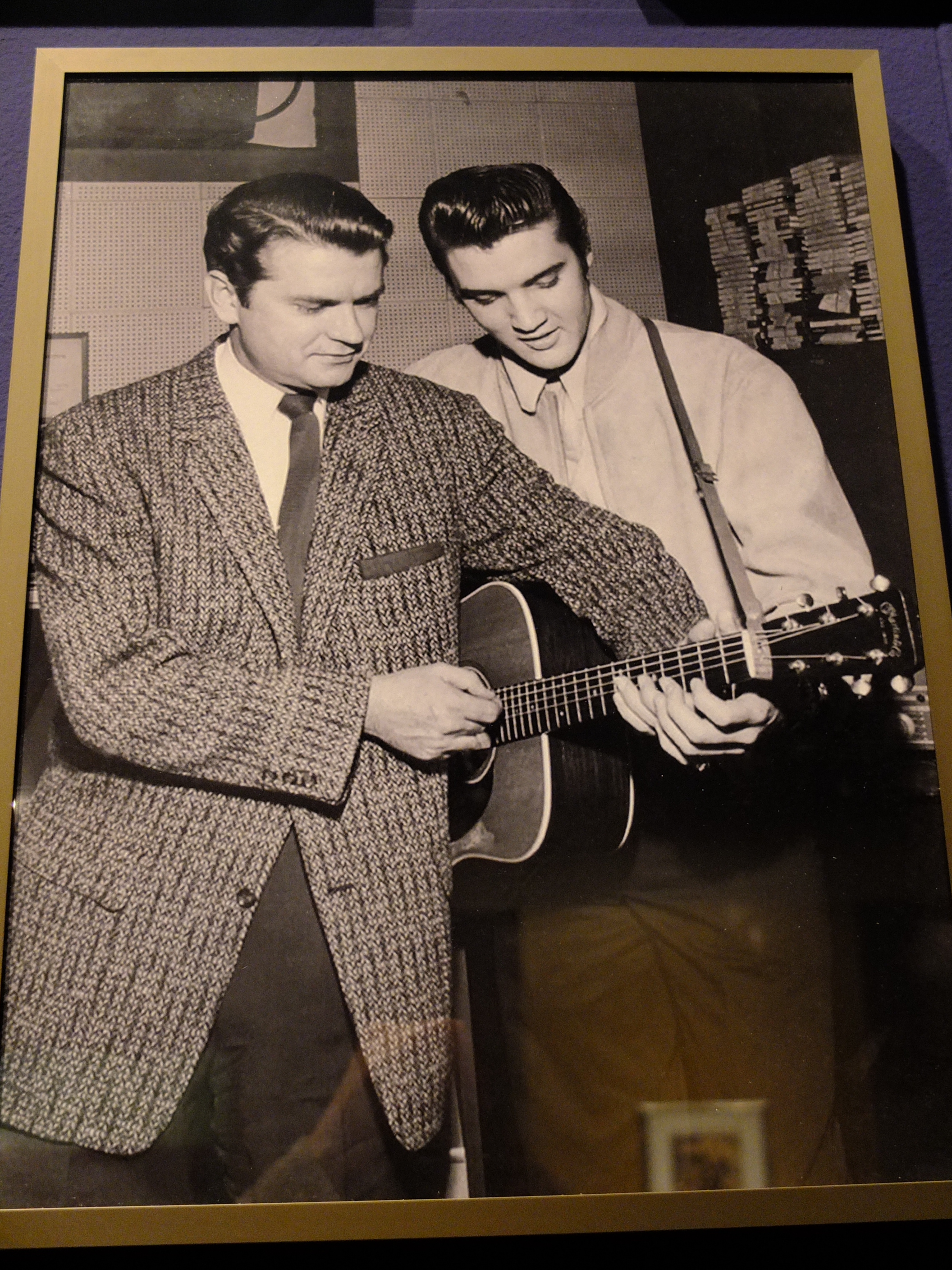
Sam Phillips och Elvis Presley i Sun Studio.

"I Love You Because" ger en inblick i vad Elvis strävade efter innan han fann den stil som definierades av låtar som "That's All Right". Inspelningen kan i efterhand framstå som något amatörmässig, präglad av en stil som skiljer sig från den som Elvis senare skulle utveckla. Sam Phillips ansåg att låten inte var särskilt nyskapande och var därför inte intresserad av att ge ut den. Dessutom hade den redan framförts i liknande stil med stor framgång. Av låtens inspelningar var endast tagning två komplett. Den version som Steve Sholes på RCA senare gav ut var en sammanslagning av tagningarna 3 och 5, men utan det talade partiet i mitten.

"Blue Moon": Efter sina första inspelningar på Sun Records började Elvis regelbundet besöka studion för att experimentera med nya idéer. En dag, någon gång mellan den 15 och 19 augusti 1954, kom han in och föreslog att spela in balladen "Blue Moon" av Richard Rodgers och Lorenz Hart. Sången, som är en del av den klassiska amerikanska låtskatten, framfördes av Elvis med ett mycket sparsamt ackompanjemang. Scotty Moore och Bill Black skapade en gles, suggestiv, klapprande countryinspirerad bakgrund, medan Elvis sjöng nära mikrofonen med sin röst omsluten av ett påtagligt eko.
Resultatet blev en blandning av musikaliska stilar och ett unikt experiment i Elvis repertoar, där han använde ett sångsätt som han nästan aldrig använde igen. Elvis sänkte tempot och förvandlade den ursprungliga poplåten i 32-takter till en 16-takters blues, utan att inkludera sticket eller den avslutande versen. Mellan verserna sjöng han i en klagande, nästan eterisk falsett, vilket gav framförandet en säregen känslomässig laddning. De flesta av Elvis coverversioner var inspirerade av tidigare inspelningar, men i fallet "Blue Moon" är det oklart varifrån – om ens någonstans – han fick idén till sin tolkning. Trots dess unika karaktär valde Sam Phillips att inte ge ut "Blue Moon" som singel.

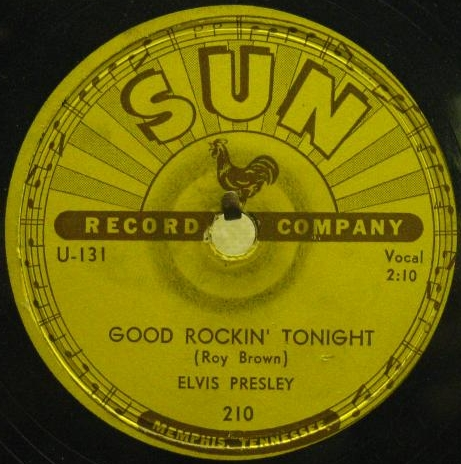
Elvis andra Sun-singel, "Good Rockin' Tonight", som spelades in vid samma tillfälle som "I'll Never Let You Go" och "Just Because".

"I'll Never Let You Go (Little Darlin')", en countrylåt ursprungligen inspelad 1941 av låtens kompositör Jimmy Wakely och strax därefter av Gene Autry, spelades in av Elvis under en session någon gång mellan den 12 och 16 september 1954. Vid samma session spelades också Elvis andra singel in: "Good Rockin' Tonight" och "I Don't Care If the Sun Don't Shine". Dessutom spelade man in "Tomorrow Night", "Just Because" och Martha Carsons "Satisfied" – där den senare har gått förlorad. Doug Poindexter, tidigare sångare och gitarrist i bandet Starlite Wranglers, där även Scotty Moore och Bill Black ingick, spelade gitarr vid denna session.
I likhet med "Blue Moon" utelämnade Elvis delar av "I'll Never Let You Go", vilket kan bero på att han antingen inte kände till dem eller att det var ett medvetet val. Elvis version börjar med refrängen, som framförs i ett mycket långsamt tempo, följt av andra versen. Därefter får sången och Elvis röst en ny intensitet när tempot plötsligt fördubblas i den avslutande refrängen. Balladdelen har en tydlig likhet med sångstilen i "Blue Moon", och även här är det okänt vad som influerade Elvis. Varken arrangemanget eller den suggestiva sången har några uppenbara kopplingar till tidigare versioner av låten.

"Just Because", skriven av Sydney "Sid" Robin samt bröderna Bob och Joe Shelton, härstammar också från september-sessionen. Låten hade varit en hit inom flera genrer sedan slutet av 1920-talet. Elvis rockabillytolkning kan ha inspirerats av Shelton Brothers version från 1933, Cliff Carlisles version från 1936 eller Frankie Yankovics populära polkaversion från 1948. Det är påtagligt hur roligt Elvis Presley, Scotty Moore och Bill Black hade vid inspelningen av den då 25 år gamla låten. Under solot blir det också tydligt hur samspelta de tre musikerna var vid denna tid. Elvis framför sången med en vild intensitet, upprepar ord och ändrar subtilt melodin när han återgår till refrängen efter instrumentaldelen. Doug Poindexter bidrog till inspelningen med en slagverksliknande effekt, som han åstadkom genom att trä en pappersremsa mellan strängarna på sin gitarr. "Just Because" spelades in i både ett snabbare och ett långsammare tempo, och det var den snabba versionen som valdes ut och gavs ut av RCA på Elvis debutalbum.

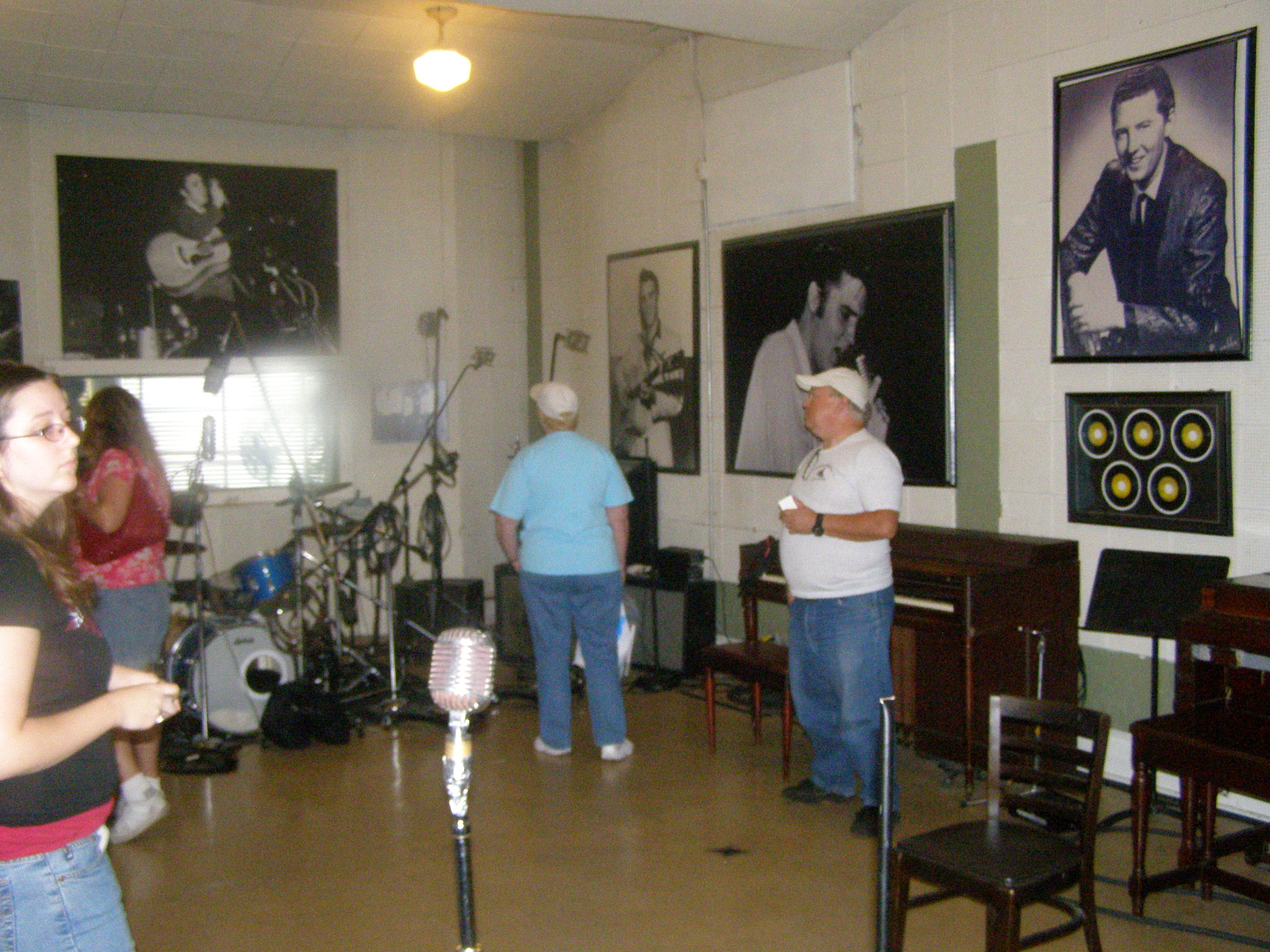
Inspelningsrummet i Sun Studio under en visning för allmänheten.

"Tryin' to Get to You": I juli 1955, troligen den 11:e eller 21:a, återvände Elvis till Suns inspelningsstudio för att spela in tre låtar: "Mystery Train" och "I Forgot to Remember to Forget", som skulle bli Elvis femte och sista singel på Sun, samt "Tryin' to Get to You". Låten, skriven av Rose Marie McCoy och Charles Singleton, hade nyligen varit en hit 1954 för R&B-gruppen The Eagles från Washington, D.C. Elvis hade försökt spela in låten redan ett halvår tidigare, i månadsskiftet januari–februari 1955, samtidigt som han spelade in "Baby Let's Play House" (som blev Elvis fjärde Sun-singel tillsammans med "I'm Left, You're Right, She's Gone", inspelad den 5 mars 1955), och "I Got a Woman". RCA mottog ett band från denna session men förlorade det senare.
Elvis tog sig an låten på nytt, och denna gång satt inspelningen. Som vanligt spelade Scotty Moore och Elvis Presley gitarr och Bill Black bas – den grupp som sedan oktober 1954 började kalla sig "Blue Moon Boys" vid sina framträdanden. Sam Phillips hade hyrt in Johnny Bernero för att spela trummor. Arrangemanget var sparsmakat, med en ljudbild som var fylligare än tidigare, och Elvis röst hade utvecklats och fått en tydligare skärpa jämfört med inspelningarna ett år tidigare. Johnny Berneros energiska trummande bidrog också till att Elvis rockabillysound började utvecklas mot en råare rock'n'roll-stil, även i detta bluesiga framförande. Detta kan ha varit första gången som Elvis spelade piano på en inspelning. Att det är Elvis som spelar stöds av att hans akustiska gitarr försvinner ur ljudbilden när pianopartiet tar vid. Av de fem låtar som Steve Sholes valde ut för albumet var "Tryin' to Get to You" den enda som Sam Phillips hade avsett att ge ut på singel. Låten var den självklara kandidaten för den sjätte singeln, och var tänkt att ges ut tillsammans med Billy "The Kid" Emersons "When It Rains, It Really Pours", som spelades in i början av november 1955. Men försäljningen av Elvis kontrakt till RCA satte stopp för denna utgivning.

### RCA-sessionerna

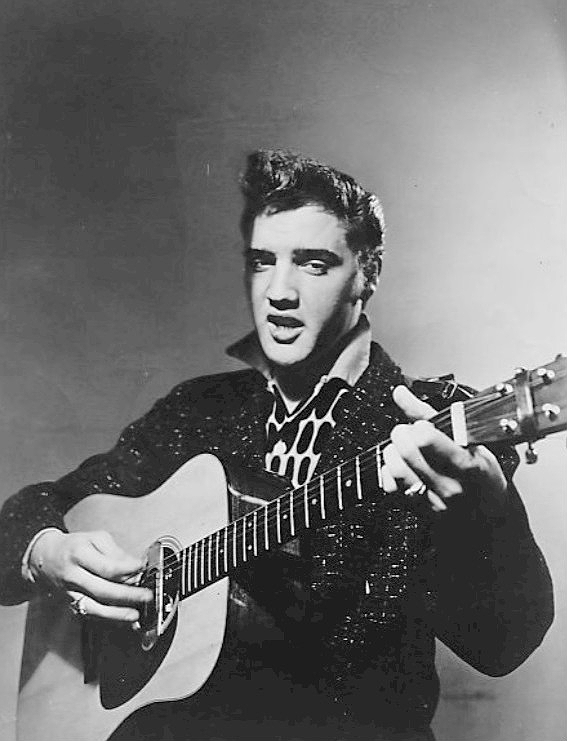
Reklamfoto av Elvis Presley, taget den 1 december 1955 i RCA Victors studio i New York. Drygt en månad senare gjorde han sina första inspelningar för RCA på McGavock Street i Nashville.

"I Got a Woman": Elvis Presleys första studioinspelningssession för sitt nya skivbolag, RCA Victor, ägde rum i deras studio på McGavock Street i Nashville den 10–11 januari 1956. Sessionen inleddes med en låt han var väl förtrogen med och hade framfört regelbundet på scen sedan den utkom ett år tidigare – Ray Charles "I Got a Woman". Elvis hade redan tidigare spelat in låten i en outgiven och sedan förkommen version på Sun Records i februari 1955. Utöver "I Got a Woman" spelades även hans första nya singel för RCA in under sessionen, nämligen "Heartbreak Hotel" med B-sidan "I Was the One", som blev hans första listetta på Billboard Hot 100. Även "Money Honey" och "I'm Counting on You" spelades in och inkluderades på Elvis debutalbum.
Förutom Elvis Presley själv (sång och gitarr) deltog Scotty Moore (gitarr) och Bill Black (bas), vilka hade spelat med honom på hans tidigare inspelningar. Denna session markerade även trummisen D. J. Fontanas debut i studion; han hade turnerat med Elvis sedan augusti 1955. Bland övriga musiker fanns studiochefen och gitarristen Chet Atkins samt pianisten Floyd Cramer, som vid något tillfälle hade ackompanjerat Elvis på Louisiana Hayride. Producent för inspelningen var Steve Sholes.
Arrangemanget som Elvis använde vid liveframträdandena behövde anpassas för att inkludera de extra musikerna. När Floyd Cramer väl hade fått ordning på sin pianodel gick inspelningen smidigt, och den åttonde tagningen blev mastern. Elvis förändrade "I Got a Woman" genom att självsäkert använda pauser, vilket gav texten en mer dramatisk framtoning. Han omvandlade Ray Charles R&B-hit till en rockigare version, och låten kom med tiden att förknippas inte bara med Ray Charles utan även med Elvis Presley. Elvis behöll den som en grundpelare i sina liveshower från 1955 ända fram till sin död 1977.

"Money Honey": Efter att ha slutfört inspelningarna av "I Got a Woman" och "Heartbreak Hotel", två låtar han regelbundet hade framfört live, tog Elvis sig an ännu en låt från sin repertoar det senaste året – "Money Honey". Hela den tre timmar långa kvällssessionen ägnades åt inspelningen. "Money Honey", skriven av Jesse Stone, hade släppts 1953 av Clyde McPhatter och The Drifters och blev omedelbart en hit. Arrangemanget i Elvis inspelning skiljer sig inte nämnvärt från hans liveversioner eller från The Drifters original.
Låten bärs upp av D. J. Fontanas kraftfulla och distinkta trumspel, medan varje vers präglas av Floyd Cramers pianospel. Elvis framförande är fyllt av energi, och hans förtrogenhet med låten och texten gjorde att han kunde fokusera på att berätta historien på ett mycket uttrycksfullt sätt. Trots att de inte fick till en perfekt tagning, lyckades de få två nästan felfria versioner (tagning 5 och 6), vilka sedan sammanfogades till mastern.

"I'm Counting on You": Nästa dag, den 11 januari, ägnades åt de två ballader som Elvis hade valt från Steve Sholes lista över tio låtar skrivna av professionella låtskrivare – "I'm Counting On You" och "I Was The One" (som kom att ges ut på singel med "Heartbreak Hotel"). Gospelsångarna Ben och Brock Speer samt Gordon Stoker från The Jordanaires hade tillkommit denna dag på bakgrundssång. Detta var den första balladen av flera skrivna av Don Robertson som Elvis spelade in. När Robertson fick veta att hans låt skulle spelas in av en nykomling som han aldrig hade hört talas om, blev han besviken.
Bandet hade haft problem med ballader vid liveframträdanden. Chet Atkins tog därför en mer aktiv roll och deltog själv på gitarr samt föreslog enklare arrangemang. Jämfört med de ballader Elvis hade spelat in på Sun Records, hade de två inspelade denna dag ett mer genomarbetat arrangemang. "I'm Counting on You" var en countryballad, som fick ett tydligt driv i tretakt, förstärkt av Floyd Cramers stadiga pianoslinga. Elvis fick denna gång också stöd i sången av de tre bakgrundssångarna, vilket resulterade i ett fylligare och mer kraftfullt sound.

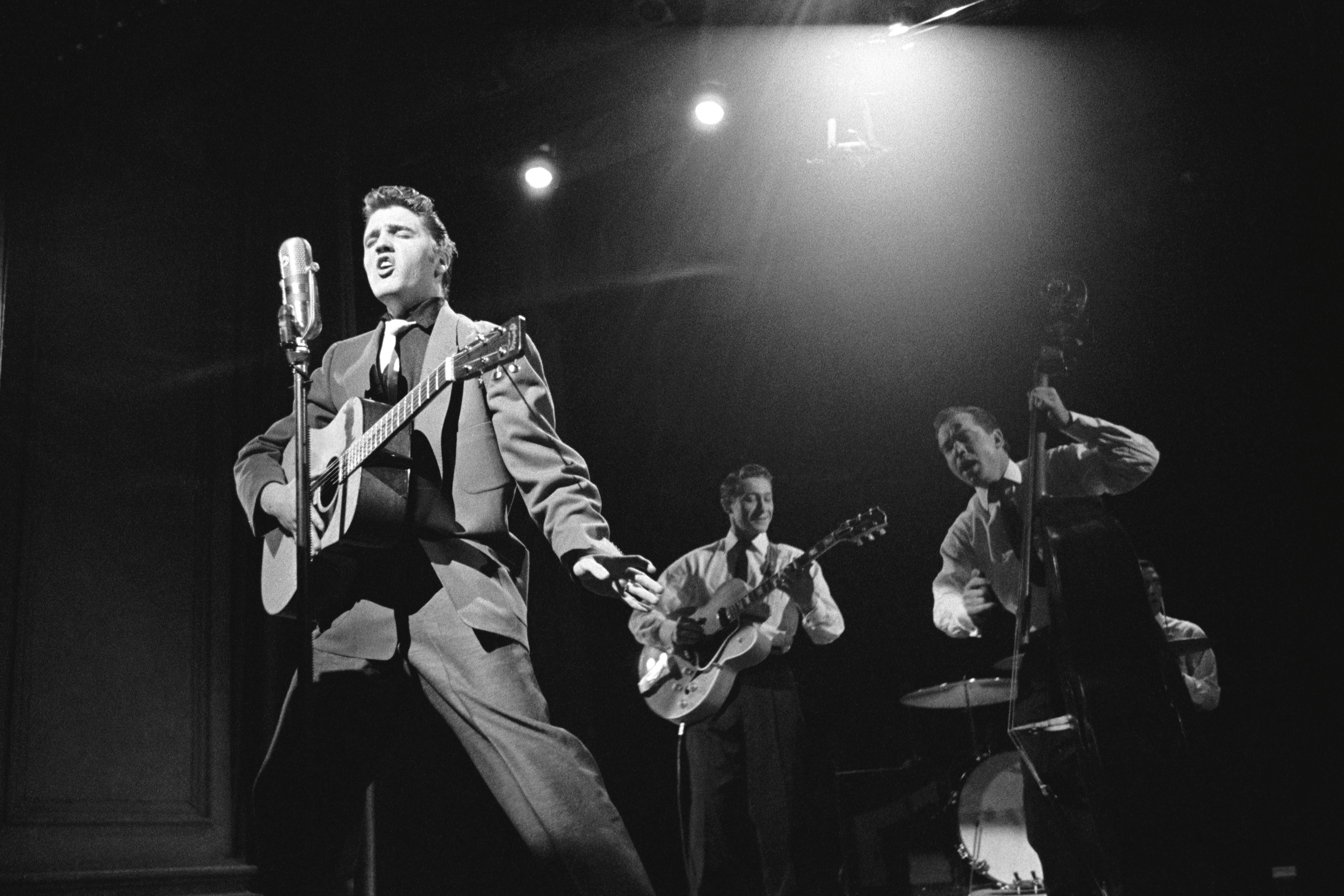
Elvis Presley på Tommy and Jimmy Dorseys Stage Show i New York den 17 mars 1956, tillsammans med gitarristen Scotty Moore och basisten Bill Black, som båda deltog vid inspelningarna av alla låtar på albumet Elvis Presley.

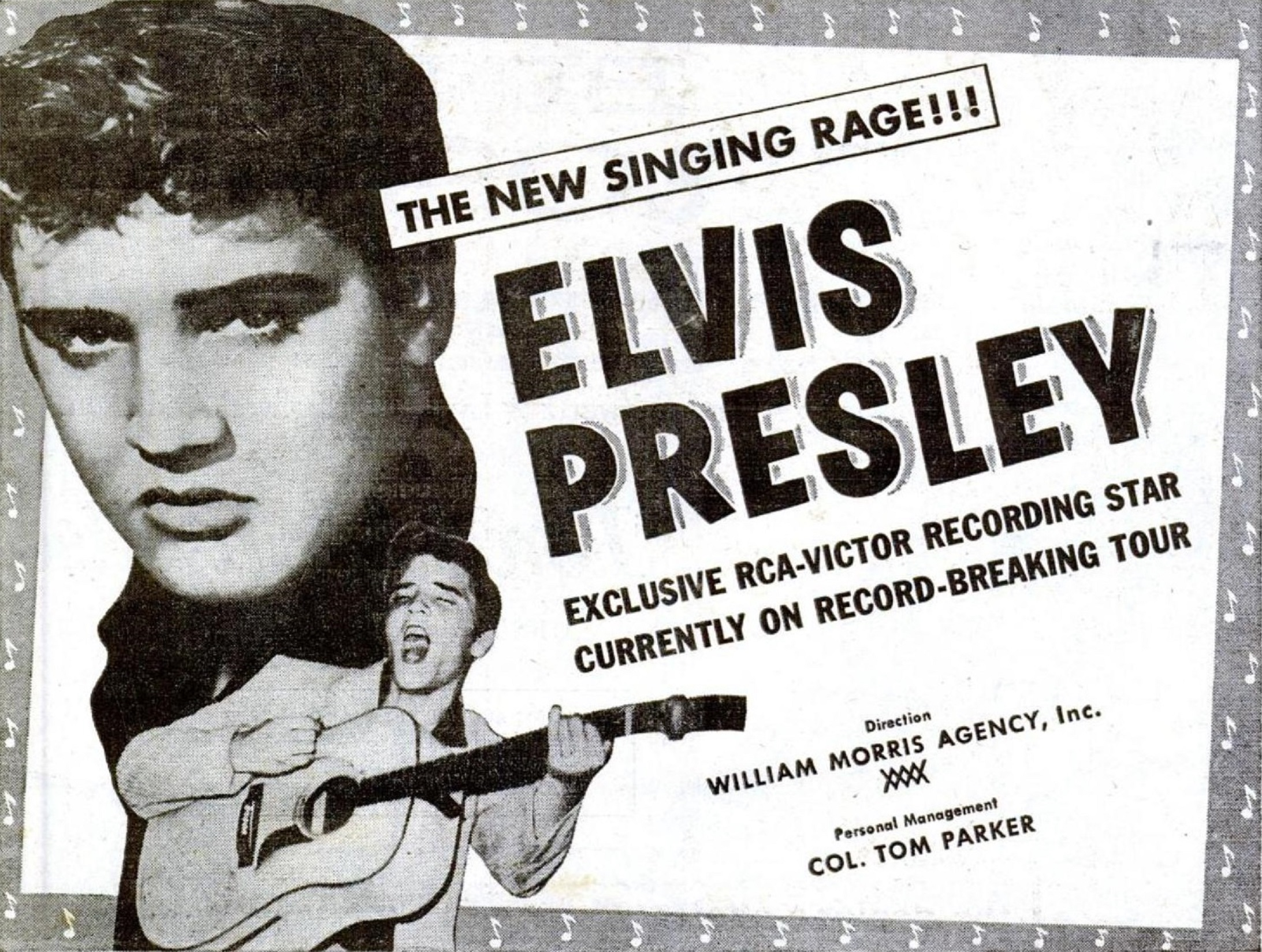
Reklamannons i Billboard 1956: "RCA Victors ledande inspelningsartist, för närvarande på en turné som sätter nya publikrekord".

"Blue Suede Shoes": De fyra återstående låtarna på debutalbumet spelades in vid en session den 30–31 januari och 3 februari 1956 i RCA:s studio 1 i New York. Inspelningssessionen hade förlagts mellan Elvis två första nationella tv-framträdanden på Tommy and Jimmy Dorseys Stage Show i New York. Den hade planerats in eftersom RCA:s Steve Sholes var osäker på kvaliteten på de första inspelningarna från Nashville ett par veckor tidigare och som en försäkring om att ha material till fler singlar och till debutalbumet ifall "Heartbreak Hotel" (som släpptes den 27 januari) inte skulle bli en framgång. Vid tillfället spelades "Blue Suede Shoes", "One-Sided Love Affair", "I'm Gonna Sit Right Down and Cry (Over You)" och "Tutti Frutti" in, och dessa togs med på debutalbumet. Dessutom spelades "My Baby Left Me", "So Glad You're Mine", "Lawdy Miss Clawdy" och "Shake, Rattle and Roll" in. Förutom Elvis och hans fasta musiker – Scotty Moore (gitarr), Bill Black (bas) och D. J. Fontana (trummor) – medverkade även Shorty Long på piano (dock inte på "Blue Suede Shoes").
"Blue Suede Shoes", skriven och framförd av Carl Perkins, kom i inledningsskedet att överträffa Elvis "Heartbreak Hotel" innan den senare gick förbi och nådde förstaplatsen på Billboards singellista. Steve Sholes fick Sam Phillips välsignelse att låta Elvis spela in och ge ut sin version av "Blue Suede Shoes", under vissa villkor. Förbehållet var att det bara skedde som en sista utväg, och i så fall inte förrän Perkins version nått sin högsta placering på listorna. Elvis hade börjat framföra låten på scen strax efter att Perkins version släpptes. "Blue Suede Shoes" blev Carl Perkins största hit och hans signaturlåt, men den har blivit en signaturlåt också för Elvis. Han gjorde en nytolkning av Perkins rockabillyhit, gav den en mer drivande energi åt rock'n'roll-hållet och avstod från de pauser som följde varje versrad i Perkins version. Detta var ett mer kraftfullt sound än något Elvis hade spelat in tidigare.

"One-Sided Love Affair", skriven av Bill Campbell, spelades in som tredje låt den första dagen. Steve Sholes hade försett Elvis med sex nya demolåtar inför denna session, och av dessa var det endast denna som han spelade in. Elvis och bandet arbetade för att ge den livfulla countrylåten ytterligare energi. Shorty Long spelade en driven boogie-woogie med en lekfull pianoteknik som gav låten en saloonskänsla. Elvis använde sig vid inspelningen av en mängd röstmässiga manér.

"I'm Gonna Sit Right Down and Cry (Over You)", skriven av Howard Biggs och Joe Thomas, var ytterligare en låt som Elvis brukade framföra live och som han redan 1954 hade sjungit på Louisiana Hayride under sin tid på Sun Records, när han bara hade fyra låtar ute på skiva. Även om originalet var inspelat av Joe Thomas, hade Elvis lärt sig låten från en av sina förebilder, den stilfulle R&B-sångaren Roy Hamilton, som hade gett ut sin egen version som B-sida till "You'll Never Walk Alone. Elvis inspelning av låten under den andra dagen i studion, präglas av den högljudda energi som kännetecknar många av hans rockinspelningar från femtiotalet. I jämförelse med originalets mer stela ackompanjemang, får han låten att svänga och ger den ett rytmiskt driv som påminner om det i hans version av "I Don't Care If the Sun Don't Shine" på Sun Records. Även om Shorty Longs pianospel bidrar till att låten påminner om Hamiltons version, är den framförd på ett vildare sätt.

"Tutti Frutti" var Little Richards definierande debut- och hitrocklåt, 
skriven av honom och Dorothy LaBostrie. Låten var en favorit vid Elvis liveframträdanden, och hans sista inspelning under den andra dagen liknar Little Richards original. Eftersom Elvis inspelning inte tillförde något påtagligt nytt till låten fungerade den bra som utfyllnad på ett album. Framförandet är lika energiskt som Little Richards, även om hans var mer maniskt medan Elvis' var mer forcerat. Elvis framför låten aggressivt med kraft på ett sätt som liknar hans inspelning av "Blue Suede Shoes". Även bandet bidrar med sin energi. När albumet släpptes var "Tutti Frutti" en kandidat till att vara den tyngsta rock'n'roll-låt som Elvis dittills spelat in.

## Teman

### Skivomslaget
Skivomslaget räknas till de mest ikoniska inom rock'n'rollen, och det rankades 1991 som nummer 40 på Rolling Stones lista över de 100 bästa omslagen. Tom Parker, som då ännu inte var Elvis manager, anlitade fotostudion Robertson & Fresch, för att dokumentera Elvis framträdande i Fort Homer Hesterly Armory i Tampa, Florida, den 31 juli 1955. William "Red" Robertson tog fotot som prydde albumets framsida. Den fotograf som anges på albumet, William "Popsie" Randolph, tog bilderna på baksidan. RCA beskar Robertsons originalbild för att göra den ännu mer effektfull och lade till Elvis namn i rosa och grönt – en vid tiden innovativ design. Grafiken och fotot användes även på en EP (EPA 747) och en dubbel-EP (EPB 1254) med låtar från albumet, som också släpptes i mars 1956 samtidigt med albumet.
Omslagets utformning har inspirerat flera andra skivomslag, inklusive The Clashs dubbelalbum London Calling från 1979, Big Audio Dynamites album F-Punk från 1995, Chumbawambas singel Tony Blair från 1999, k.d. langs album Reintarnation från 2006 och
Cliff Richards album Rise Up från 2018.

## Utgivning och marknadsföring

### Albumets placeringar
Albumet Elvis Presley utkom den 23 mars 1956 och blev en stor framgång. Det var det första rock'n'roll-albumet någonsin att nå förstaplatsen på Billboards albumlista. Det debuterade den 31 mars 1956 på plats 11 på albumlistan Billboards "Best-Selling Popular Albums" i USA, som vid tiden omfattade 20 album. Den 5 maj 1956, efter sex veckor på listan, nådde det förstaplatsen, där det låg kvar i tio veckor. Totalt låg albumet 48 veckor på listan.
På Cashbox noterades albumet första gången den 24 mars 1956 på plats 9 på tidningens bästsäljarlista, som vid tiden omfattade 15 album. Den 14 april, efter fyra veckor på listan, nådde det förstaplatsen, där det låg kvar i åtta veckor. Totalt låg albumet 48 veckor på listan. Även i Storbritannien nådde albumet förstaplatsen, men med en delvis annan låtuppsättning och under namnet Rock 'n' Roll, den 10 november 1956 på UK Albums Chart. Det låg totalt 16 veckor på listan.

### Singelutgivningen
En bit in på 1956 dominerade Elvis skivor listorna, och RCA Victor valde då att släppa ytterligare sju singlar samtidigt på marknaden. Albumet Elvis Presley, som vid denna tid redan sålt guld, styckades upp i sex separata singlar och gavs ut den 31 augusti tillsammans med en sjunde singel – "Shake, Rattle and Roll" med "Lawdy Miss Clawdy" – hämtad från en EP som släppts i juni. Tillsammans sålde dessa singlar 1,6 miljoner exemplar. Den samtidiga utgivningen, det faktum att låtarna redan fanns på LP och EP, samt den stora mängden Elvis-skivor i omlopp, gjorde dock att ingen av dem tog sig in på listorna – med undantag för "Blue Moon", som nådde en blygsam 55:e-plats.

### Utmärkelser
I Rolling Stones första lista över de 500 bästa albumen genom tiderna, publicerad 2003 och uppdaterad 2012, placerades albumet på plats 56. I den reviderade versionen från 2020, som uppdaterades 2023, hamnade det på plats 332.

### Senare utgåvor av albumet
Originalutgåvan i USA gavs ut med en delvis annan låtuppsättning i Storbritannien under titeln Rock 'n' Roll. I september 1984 återutgavs albumet på CD för första gången av RCA, då med det ursprungliga urvalet av 12 låtar. Denna version, som hade ljudet omarbetat till artificiell (falsk) stereo, drogs dock snabbt tillbaka och ersattes med en nyutgåva i mono som på originalet.
År 1999 lanserades en nyutgåva av RCA med ändrad låtordning och sex bonusspår från tre singlar som tidigare inte ingått på något album, bland dem hitsinglarna "Heartbreak Hotel" och "I Want You, I Need You, I Love You". År 2005 remastrades albumet med DSD-teknik, och även denna version inkluderade de sex bonusspåren i sitt standardutförande. En mer omfattande utgåva på två cd:ar släpptes den 15 augusti 2006 på samlaretiketten Follow That Dream. Denna specialutgåva inkluderade bonusspår samt ett stort antal alternativa tagningar.

## Mottagande
De samtida recensionerna i USA av Elvis Presleys första album var överlag positiva, och i allmänhet beskrevs Elvis snarare som "vild" och "ohämmad" än som kontroversiell." Musiktidningen Variety skrev att "Elvis Presley sjunger med kraft och i en ohämmad stil, och hans nuvarande succé tar vid där Johnnie Rays popularitet minskade för ett par år sedan." Likaså menade John Wilson i sin recension i New York Times att Elvis "formellt sett [var] en countrysångare, [men] med den mest ohejdade och kraftfulla sångstil sedan Johnny [sic!] Rays tidiga dagar." Wilson menar vidare att Elvis i balladerna "uppvisar en energi som är häpnadsväckande, hisnande och fullständigt fängslande."
När Elvis trots allt beskrevs som kontroversiell – som av Gord Atkinson i kanadensiska Ottawa Citizen – var det ändå inte på ett helt negativt sätt. Han beskriver honom som underhållningsvärlden "mest kontroversiella och fängslande personlighet", en artist som "nästan exploderar inför en publik".
Den amerikanske musikkritikern och musikjournalisten Bruce Eder, skrivande för AllMusic, framhåller att albumet Elvis Presley utgör ett historiskt ögonblick inom populärmusiken och markerar en avgörande vändpunkt inom rock'n'roll-genren. Han lyfter fram att inspelningarna för RCA, som resulterade i albumet, ägde rum i en tid då det varken fanns någon etablerad marknad för rock'n'roll-album, eller några garantier för genrens kommersiella framgång, eftersom tonåringar då huvudsakligen köpte singlar.
Eder beskriver albumet som en explosiv och förförisk kombination av genrer och stilar, delvis tack vare att det kompletterades med flera av Elvis tidiga Sun-inspelningar. Enligt honom speglar det alla sidor av Elvis Presleys musikaliska influenser, från rockabilly och blues till R&B, country och pop. Han betraktar det som ett av de mest överraskande debutalbumen någonsin och understryker dess kulturella och kommersiella betydelse. Det blev det första rock'n'roll-albumet att toppa de nationella listorna i USA och samtidigt RCA:s första popalbum att generera intäkter på över en miljon dollar.
Musikskribenten Paul Simpson, som recenserade CD-utgåvan med sex bonuslåtar, anser att albumets starkaste låtar är de där Elvis hyllar sina afroamerikanska förebilder, som Ray Charles "I Got a Woman", Roy Hamiltons "I'm Gonna Sit Right Down and Cry" och Arthur Crudups "My Baby Left Me". Av de ballader på albumet som spelats in för RCA, anser Simpson att Elvis egen favorit, "I Was the One", är den bästa. Han skriver också: "Inte många av oss skulle kunna tänka sig en värld utan Elvis tolkning av 'Lawdy Miss Clawdy'." Simpson rekommenderar detta album, eller From Elvis in Memphis, som en idealisk introduktion till Elvis och för att visa varför Elvis blev en sådan ikon. Han ger albumet högsta betyg, fem stjärnor av fem.

## Försäljning
Under sin första tid på topplistorna i USA sålde albumet 300 000 exemplar och blev RCA:s dittills mest sålda popalbum. Det var också det första rock'n'roll-albumet från skivbolaget att generera en miljon dollar i intäkter – vilket vid den tiden var kriteriet för guldstatus. Albumet certifierades guld av Recording Industry Association of America (RIAA) för en försäljning av 500 000 exemplar i november 1966, och platina för en försäljning av 1 000 000 exemplar i augusti 2011.

## Låtlistor
Elvis Presley

### 1956, originalutgåva, LP
| 1. | Blue Suede Shoes      | Carl Perkins                           | 30 januari 1956      | 1:58 |
| 2. | I'm Counting on You   | Don Robertson                          | 11 januari 1956      | 2:21 |
| 3. | I Got a Woman         | Ray Charles, Renald Richard            | 10 januari 1956      | 2:22 |
| 4. | One-Sided Love Affair | Bill Campbell                          | 30 januari 1956      | 2:10 |
| 5. | I Love You Because    | Leon Payne                             | 5 juli 1954          | 2:39 |
| 6. | Just Because          | Bob Shelton, Joe Shelton, Sydney Robin | 12–16 september 1954 | 2:32 |

| 1.           | Tutti Frutti                                | Dorothy LaBostrie, Richard Wayne Penniman | 31 januari 1956      | 1:57  |
| 2.           | Tryin' to Get to You                        | Rose Marie McCoy, Charles Singleton       | 11 juli 1955         | 2:31  |
| 3.           | I'm Gonna Sit Right Down and Cry (Over You) | Howard Biggs, Joe Thomas                  | 31 januari 1956      | 2:01  |
| 4.           | I'll Never Let You Go (Little Darlin')      | Jimmy Wakely                              | 12–16 september 1954 | 2:21  |
| 5.           | Blue Moon                                   | Richard Rodgers, Lorenz Hart              | 15–19 augusti 1954   | 2:39  |
| 6.           | Money Honey                                 | Jesse Stone                               | 10 januari 1956      | 2:32  |
| Total längd: | Total längd:                                | Total längd:                              | Total längd:         | 27:52 |

### 1956, Rock 'n' Roll, UK, Europa, LP
| 1. | Blue Suede Shoes                   | Carl Perkins                  | 30 januari 1956 | 1:58 |
| 2. | I Got a Sweetie (I Got a Woman)    | Ray Charles, Renald Richard   | 10 januari 1956 | 2:28 |
| 3. | I'm Counting on You                | Don Robertson                 | 11 januari 1956 | 2:25 |
| 4. | I'm Left, You're Right, She's Gone | Stan Kesler, William Taylor   | 5 juli 1954     | 2:39 |
| 5. | That's All Right                   | Arthur Crudup                 | 5 juli 1954     | 1:58 |
| 6. | Money Honey                        | Charles Calhoun (Jesse Stone) | 10 januari 1956 | 2:37 |

| 1.           | Mystery Train                               | Junior Parker, Sam Phillips         | 5 juli 1955     | 2:26  |
| 2.           | I'm Gonna Sit Right Down and Cry (Over You) | Joe Thomas, Howard Biggs            | 31 januari 1956 | 2:08  |
| 3.           | Tryin' to Get to You                        | Rose Marie McCoy, Charles Singleton | 11 juli 1955    | 2:37  |
| 4.           | One-Sided Love Affair                       | Bill Campbell                       | 30 januari 1956 | 2:15  |
| 5.           | Lawdy Miss Clawdy                           | Lloyd Price                         | 3 februari 1956 | 2:12  |
| 6.           | Shake, Rattle and Roll                      | Jesse Stone                         | 31 januari 1956 | 2:30  |
| Total längd: | Total längd:                                | Total längd:                        | Total längd:    | 28:13 |

### 1999, utökad CD-utgåva
| 1.           | Heartbreak Hotel                            | Mae Boren Axton, Thomas Durden                             | 10 januari 1956      | 2:09  |
| 2.           | I Was the One                               | Aaron Schroeder, Bill Peppers, Claude Demetrius, Hal Blair | 11 januari 1956      | 2:36  |
| 3.           | Blue Suede Shoes                            | Carl Perkins                                               | 30 januari 1956      | 2:00  |
| 4.           | I'm Counting on You                         | Don Robertson                                              | 11 januari 1956      | 2:26  |
| 5.           | I Got a Woman                               | Ray Charles, Renald Richard                                | 10 januari 1956      | 2:25  |
| 6.           | One-Sided Love Affair                       | Bill Campbell                                              | 30 januari 1956      | 2:11  |
| 7.           | I Love You Because                          | Leon Payne                                                 | 5 juli 1954          | 2:44  |
| 8.           | Just Because                                | Bob Shelton, Joe Shelton, Sydney Robin                     | 12–16 september 1954 | 2:35  |
| 9.           | Tutti Frutti                                | Dorothy LaBostrie, Richard Wayne Penniman                  | 31 januari 1956      | 2:00  |
| 10.          | Tryin' to Get to You                        | Rose Marie McCoy, Charles Singleton                        | 11 juli 1955         | 2:33  |
| 11.          | I'm Gonna Sit Right Down and Cry (Over You) | Howard Biggs, Joe Thomas                                   | 31 januari 1956      | 2:03  |
| 12.          | I'll Never Let You Go (Little Darlin')      | Jimmy Wakely                                               | 12–16 september 1954 | 2:26  |
| 13.          | Blue Moon                                   | Richard Rodgers, Lorenz Hart                               | 15–19 augusti 1954   | 2:41  |
| 14.          | Money Honey                                 | Jesse Stone                                                | 10 januari 1956      | 2:36  |
| 15.          | Shake, Rattle and Roll                      | Jesse Stone                                                | 31 januari 1956      | 2:30  |
| 16.          | My Baby Left Me                             | Arthur Crudup                                              | 30 januari 1956      | 2:13  |
| 17.          | Lawdy Miss Clawdy                           | Lloyd Price                                                | 3 februari 1956      | 2:10  |
| 18.          | I Want You, I Need You, I Love You          | Maurice Mysels, Ira Kosloff                                | 14 april 1956        | 2:40  |
| Total längd: | Total längd:                                | Total längd:                                               | Total längd:         | 42:58 |

### 2006, FTD-utgåva
| 1.           | Blue Suede Shoes                                     | 2:01  |
| 2.           | I'm Counting on You                                  | 2:24  |
| 3.           | I Got a Woman                                        | 2:25  |
| 4.           | One-Sided Love Affair                                | 2:11  |
| 5.           | I Love You Because                                   | 2:40  |
| 6.           | Just Because Side 2                                  | 2:33  |
| 7.           | Tutti Frutti                                         | 1:59  |
| 8.           | Tryin' to Get to You                                 | 2:33  |
| 9.           | I'm Gonna Sit Right Down and Cry                     | 2:04  |
| 10.          | I'll Never Let You Go (Little Darlin')               | 2:25  |
| 11.          | Blue Moon                                            | 2:43  |
| 12.          | Money Honey Bonus Singles                            | 2:36  |
| 13.          | Heartbreak Hotel                                     | 2:09  |
| 14.          | I Was the One                                        | 2:33  |
| 15.          | Lawdy Miss Clawdy                                    | 2:10  |
| 16.          | Shake, Rattle and Roll                               | 2:27  |
| 17.          | My Baby Left Me                                      | 2:13  |
| 18.          | I Want You, I Need You, I Love You First RCA Session | 2:44  |
| 19.          | I Got a Woman (Take Unknown, Incomplete)             | 1:32  |
| 20.          | I Got a Woman (Take Unknown)                         | 2:26  |
| 21.          | Heartbreak Hotel (Take 4, Incomplete)                | 1:07  |
| 22.          | Heartbreak Hotel (Take 5)                            | 2:17  |
| 23.          | Heartbreak Hotel (Take 6)                            | 2:16  |
| 24.          | Money Honey (Fragments)                              | 0:08  |
| 25.          | Money Honey (Take 10, Incomplete)                    | 0:24  |
| 26.          | I'm Counting on You (Take 1)                         | 1:27  |
| 27.          | I'm Counting on You (Take Unknown, Incomplete)       | 2:20  |
| 28.          | I'm Counting on You (Take 13)                        | 2:33  |
| 29.          | I'm Counting on You (Take 14, Incomplete)            | 2:19  |
| 30.          | I Was the One (Take 1)                               | 0:13  |
| 31.          | I Was the One (Take 2, False Start)                  | 0:11  |
| 32.          | I Was the One (Take 2)                               | 2:32  |
| 33.          | I Was the One (Take 3, False Start)                  | 0:12  |
| 34.          | I Was the One (Take 3, Incomplete)                   | 0:56  |
| 35.          | I Was the One (Take 7A)                              | 2:41  |
| 36.          | I Was the One (Take Unknown, Incomplete)             | 1:31  |
| Total längd: | Total längd:                                         | 69:55 |

| 1.           | I'm Counting on You (Take 1)                                | 0:37  |
| 2.           | I'm Counting on You(Take 2, Incomplete) Session Outtakes    | 2:20  |
| 3.           | Lawdy Miss Clawdy (Take 1)                                  | 2:40  |
| 4.           | Lawdy Miss Clawdy (Take 3)                                  | 2:21  |
| 5.           | Lawdy Miss Clawdy (Take 4)                                  | 2:17  |
| 6.           | Lawdy Miss Clawdy (Take 5)                                  | 2:20  |
| 7.           | Lawdy Miss Clawdy (Take 6)                                  | 2:19  |
| 8.           | Lawdy Miss Clawdy (Take 7)                                  | 1:52  |
| 9.           | Lawdy Miss Clawdy (Take 8)                                  | 0:59  |
| 10.          | Lawdy Miss Clawdy (Take 9)                                  | 2:16  |
| 11.          | Lawdy Miss Clawdy (Take 10)                                 | 2:27  |
| 12.          | Lawdy Miss Clawdy (Take 11)                                 | 0:13  |
| 13.          | Lawdy Miss Clawdy (Take 12)                                 | 2:20  |
| 14.          | Shake, Rattle and Roll (Take 1)                             | 0:38  |
| 15.          | Shake, Rattle and Roll (Take 2)                             | 2:34  |
| 16.          | Shake, Rattle and Roll (Take 3)                             | 0:19  |
| 17.          | Shake, Rattle and Roll (Take 5)                             | 0:47  |
| 18.          | Shake, Rattle and Roll (Take 6)                             | 0:34  |
| 19.          | Shake, Rattle and Roll (Take 7)                             | 2:41  |
| 20.          | Shake, Rattle and Roll (Take 8)                             | 2:34  |
| 21.          | Shake, Rattle and Roll (Take 9)                             | 0:20  |
| 22.          | Shake, Rattle and Roll (Take 10)                            | 0:12  |
| 23.          | Shake, Rattle and Roll (Take 11)                            | 0:14  |
| 24.          | Shake, Rattle and Roll (Take 12)                            | 1:41  |
| 25.          | Shake, Rattle and Roll (Take 12, Undubbed, Unedited Master) | 2:36  |
| 26.          | I Want You, I Need You, I Love You (Take 1, Slate Only)     | 0:07  |
| 27.          | I Want You, I Need You, I Love You (Take 3)                 | 3:05  |
| 28.          | I Want You, I Need You, I Love You (Take 4)                 | 2:56  |
| 29.          | I Want You, I Need You, I Love You (Take 5, Fragment)       | 0:14  |
| 30.          | I Want You, I Need You, I Love You (Take 13)                | 2:57  |
| 31.          | I Want You, I Need You, I Love You (Take 14, Incomplete)    | 1:50  |
| 32.          | I Want You, I Need You, I Love You (Take 15)                | 2:55  |
| 33.          | I Want You, I Need You, I Love You (Take 16)                | 2:54  |
| 34.          | I Want You, I Need You, I Love You (Take 17) Interview      | 2:49  |
| 35.          | Don Davis Interviews Elvis Presley                          | 3:53  |
| Total längd: | Total längd:                                                | 56:19 |

## Medverkande
Uppgifterna, hämtade från Keith Flynn och Ernst Jørgensen, avser inspelningar gjorda i Sun Studio i Memphis, Tennessee den 5 och 7 juli 1954, någon gång den 15–19 augusti 1954, någon gång den 12–16 september 1954, och antingen den 11 eller 21 juli 1955; i RCA:s studio i Nashville, Tennessee den 10–11 januari 1956; och i RCA:s studio 1 i New York den 30–31 januari och 3 februari 1956.

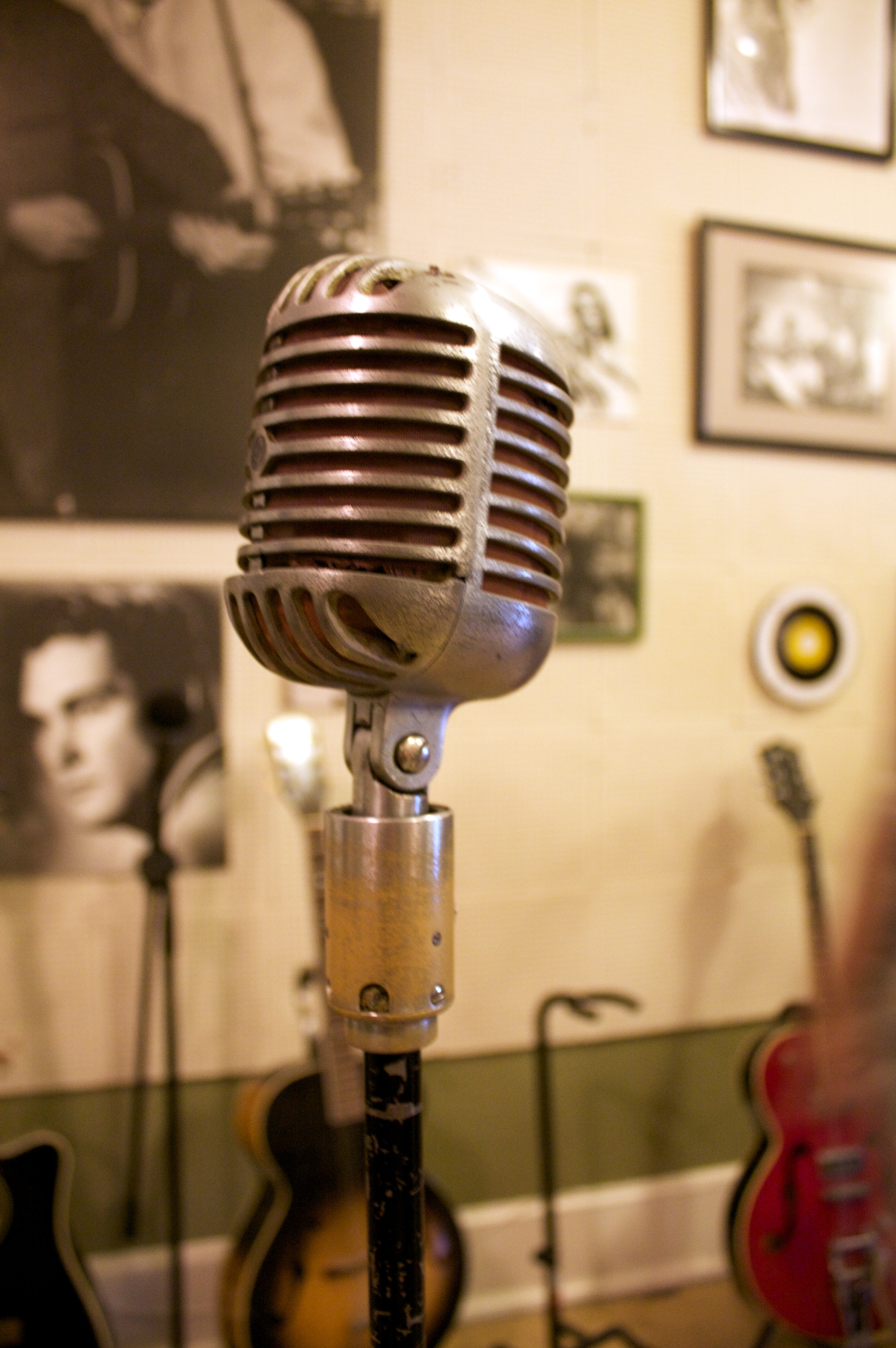
En av mikrofonerna i Sun Studio i Memphis.

- Elvis Presley – sång; gitarr vid alla inspelningstillfällen, piano på "Tryin' to Get to You".
- Scotty Moore – gitarr på alla låtar.
- Bill Black – bas på alla låtar.
- Doug Poindexter – gitarr på "I'll Never Let You Go (Little Darlin')" och slagverksliknande effekt med pappersremsa mellan gitarrsträngarna på "Just Because".
- Chet Atkins – gitarr på "Money Honey" och "I'm Counting on You".
- D. J. Fontana – trummor på "I Got a Woman", "Money Honey", "I'm Counting on You", "Blue Suede Shoes", "One-Sided Love Affair", "I'm Gonna Sit Right Down and Cry (Over You)" och "Tutti Frutti".
- Johnny Bernero – trummor på "Tryin' to Get to You".
- Floyd Cramer – piano på "I Got a Woman", "Money Honey" och "I'm Counting on You".
- Shorty Long – piano på "One-Sided Love Affair", "I'm Gonna Sit Right Down and Cry (Over You)" och "Tutti Frutti".
- Gordon Stoker, Ben Speer, Brock Speer – bakgrundssång på "I'm Counting on You".
- Sam Phillips – producent och ljudtekniker vid Sun Records för "I Love You Because", "Blue Moon", "I'll Never Let You Go (Little Darlin')", "Just Because" och "Tryin' to Get to You".
- Steve Sholes – producent vid RCA på "I Got a Woman", "Money Honey", "I'm Counting on You", "Blue Suede Shoes", "One-Sided Love Affair", "I'm Gonna Sit Right Down and Cry (Over You)" och "Tutti Frutti".
- Bob Farris – ljudtekniker vid RCA på "I Got a Woman", "Money Honey" och "I'm Counting on You".
- Ernie Oehlrich – ljudtekniker vid RCA på "Blue Suede Shoes", "One-Sided Love Affair", "I'm Gonna Sit Right Down and Cry (Over You)" och "Tutti Frutti".

## Topplistor
| Lista (1956)                     | Högsta position |
| Storbritannien (UK Albums Chart) | 1               |
| USA Cash Box Top Albums          | 1               |
| USA (Billboard Top Lp's)         | 1               |

| Område     | Certifiering | Försäljning |
| USA (RIAA) | platina      | 1 000       |